# Takahiro Futagawa
Takahiro Futagawa (二川 孝広, Futagawa Takahiro, Kagoshima, 27 juni 1980) is een Japans voetballer die als middenvelder speelt.

## Carrière
Takahiro Futagawa tekende in 1999 bij Gamba Osaka.

## Japans voetbalelftal
Takahiro Futagawa debuteerde in 2006 in het Japans nationaal elftal en speelde 1 interland.

## Statistieken
| Japans voetbalelftal | Japans voetbalelftal | Japans voetbalelftal |
| Jaar                 | Wed.                 | Dlp.                 |
| -------------------- | -------------------- | -------------------- |
| 2006                 | 1                    | 0                    |
| Totaal               | 1                    | 0                    |